# Ovulinia azaleae
Ovulinia azaleae är en svampart som beskrevs av F.A. Weiss 1940. Ovulinia azaleae ingår i släktet Ovulinia och familjen Sclerotiniaceae.   Inga underarter finns listade i Catalogue of Life.